# Lac Bleu de Lesponne
Pour les articles homonymes, voir Lac Bleu.
Le lac Bleu de Lesponne est un lac pyrénéen situé dans le département français des Hautes-Pyrénées en région Occitanie, plus précisément dans la haute vallée de Lesponne.

## Toponymie
Le qualificatif de bleu vient de la couleur du lac d'un bleu intense, dû à sa profondeur. On trouve de nombreux « lac Bleu » dans la région ainsi que des « lac Vert » ou « lac Noir ».

## Géographie
Le lac Bleu se situe dans le département des Hautes-Pyrénées, au sud-est de la commune de Beaucens, en limite de celle de Bagnères-de-Bigorre. D'une superficie de 51 ha, il a une profondeur de 120 m, ce qui en fait le lac le plus profond des Pyrénées.
À environ 500 mètres à l'est se trouve le lac Vert.
Le lac Bleu de Lesponne, situé sur le territoire du parc national des Pyrénées, est classé site d'intérêt communautaire (SIC) Natura 2000  : Lac Bleu Léviste (directive habitats).

### Topographie
|                            | Col de Bareilles (2 338 m) |                            |
| Soum de Lascours (2 485 m) | lac Bleu                   | Pic de Merlheu (2 636 m)   |
|                            | Pic d’Ourdégon (2 436 m)   | Soum de Moutarra (2 452 m) |

## Histoire
Le nom primitif de ce lac était lac de Lhecou [lyécou], d'un préceltique lheco signifiant « grosse pierre » ou « pierre plate ». Ce nom a été conservé par le torrent qui servait jadis d'exutoire aux eaux du lac.
Bien que se situant dans le bassin de la vallée de l'Adour, le lac Bleu appartient depuis le Moyen Âge à quatre communes du Dabantaygue en Lavedan.
La Commission syndicale du Houscau, créée par décret du 23 juin 1851, assure la gestion de la Montagne du Houscau, propriété indivise des communes de Boo-Silhen, Saint-Pastous, Geu et Berbérust-Lias. Elle est aussi responsable du Lac Bleu, propriété indivise des communes.

## Protection environnementale
Le lac fait partie d'une zone naturelle protégée, classée ZNIEFF de type 2 : Bassin du haut Adour.

## Voies d'accès
L'ascension vers le lac se fait depuis le hameau du Chiroulet et dure environ deux heures trente.
Le retour peut se faire par le lac d'Ourrec. On pourra ainsi voir la cascade du Pich d'Ouscouaou.

## Images

Sélection de vues du lac.
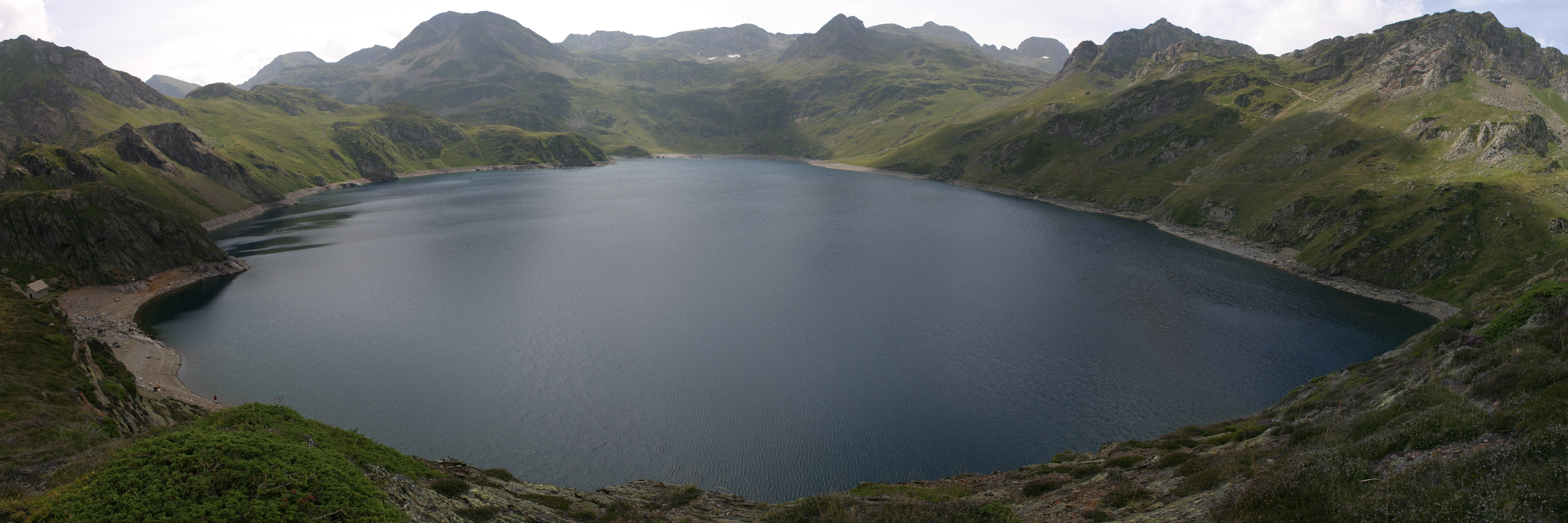
Lac Bleu (29 août 2004).
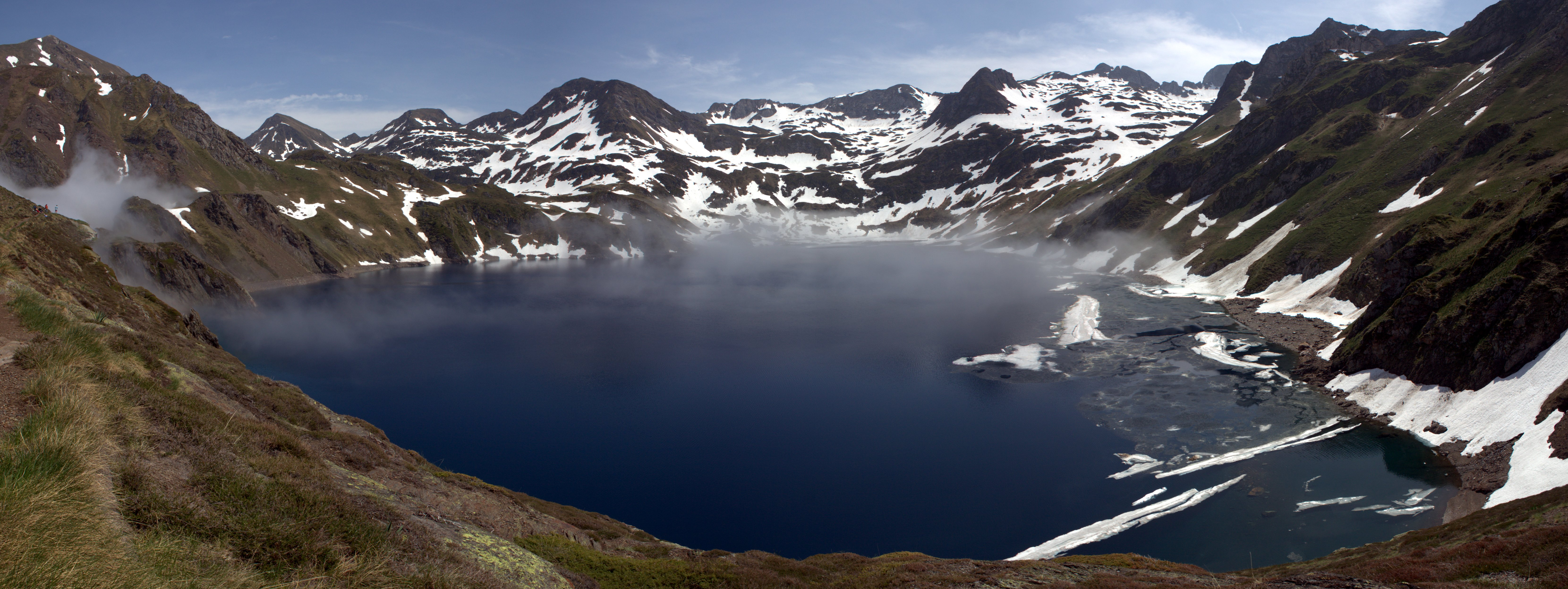
Lac Bleu (4 juin 2005).
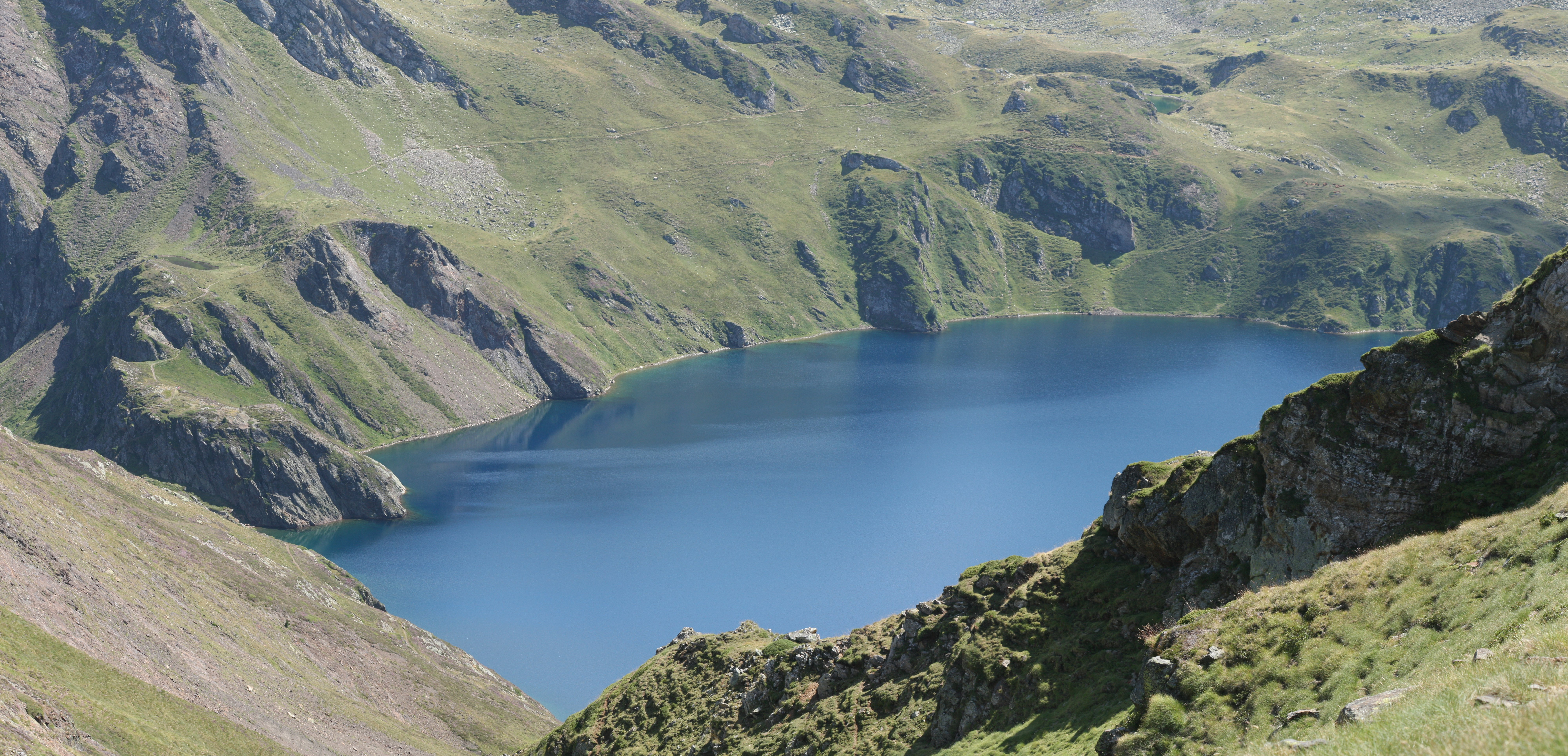
Lac Bleu depuis le col de Bareilles (26 août 2008).